# Piotr Kropotkin
El príncipe (kniaz) Piotr Alekséyevich Kropotkin, a veces conocido en español también como Pedro Kropotkin (en ruso: Пётр Алексеевич Кропоткин; Moscú, 9 de diciembre de 1842 - Dmítrov, 8 de febrero de 1921) fue geógrafo, zoólogo y naturalista ruso, aparte de teórico político y económico, escritor y pensador. Es considerado como uno de los principales teóricos del movimiento anarquista, dentro del cual fue uno de los fundadores de la escuela del anarcocomunismo, y desarrolló la teoría del apoyo mutuo.
Nacido en una familia aristocrática terrateniente, asistió a una escuela militar y más tarde se desempeñó como oficial en Siberia, donde participó en varias expediciones geológicas. Fue encarcelado por su activismo en 1874 y logró escapar dos años después. Pasó los siguientes 41 años en el exilio en Suiza, Francia (donde estuvo encarcelado durante casi cuatro años) y en Inglaterra. Regresó a Rusia después de la Revolución de Febrero en 1917, pero se sintió decepcionado por la forma bolchevique de socialismo de estado.
Kropotkin era un defensor de una sociedad comunista descentralizada, libre del gobierno central y basada en asociaciones voluntarias de comunidades autónomas y empresas dirigidas por trabajadores. Escribió muchos libros, folletos y artículos, siendo el más destacado La conquista del pan y Campos, fábricas y talleres; y su principal ofrenda científica, El apoyo mutuo. También contribuyó con el artículo sobre anarquismo en la edición de 1911 de la Encyclopædia Britannica y dejó un trabajo inacabado sobre filosofía ética anarquista.

## Vida

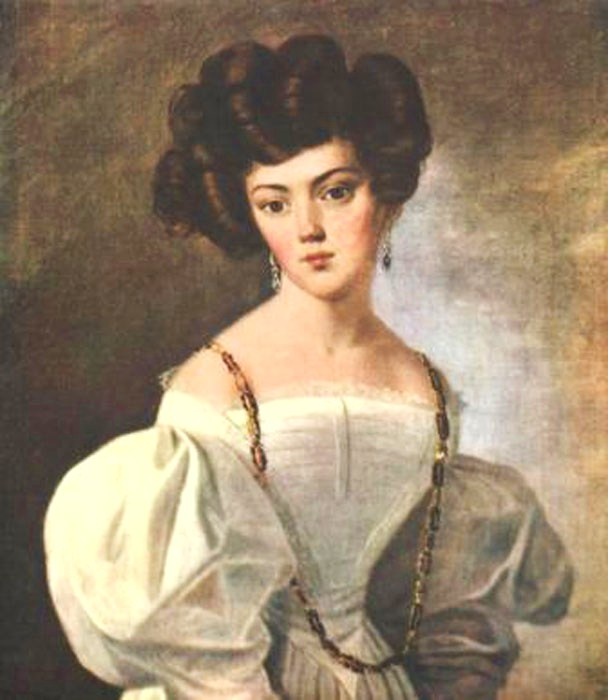
Retrato de, Yekaterina Nikoláievna Sulimá, madre de Piotr Kropotkin.

Kropotkin nació en Moscú el 9 de diciembre de 1842, en el seno de una familia noble. Su padre, el príncipe Alekséi Petróvich Kropotkin, era dueño de grandes latifundios en tres provincias, y disponía de unos 1200 siervos. Por línea paterna su linaje se trazaba hasta los Rúrik; su madre, Yekaterina Nikoláievna Sulimá, era hija de un general ruso.
Por orden del zar Nicolás I, a los doce años ingresó en el Cuerpo de Pajes en San Petersburgo, la academia militar más selecta de Rusia, que suministraba al imperio sus asesores y funcionarios de élite. Si bien Kropotkin detestaba la disciplina militar de la escuela, su formación académica fue intensiva, recibiendo una educación racionalista y liberal, con un fuerte énfasis en las ciencias.

### Explorador y geógrafo
Finalizada su preparación, sirvió en el Ejército ruso desde 1862 hasta 1867. Durante este periodo, fue comisionado a una expedición a Siberia como parte de su servicio militar. Kropotkin decidió partir hacia ese destino —pudiendo elegir uno más cómodo— para alejarse de la vida de la corte capitalina, que le resultaba desagradable y opresiva. Partió hacia su destino en Irkutsk el 24 de junio de 1862, y fue nombrado ayudante de campo del general Kúkel; finalmente se asentaron en la aldea de Chitá, la capital regional.

Los cinco años que pasé en Siberia fueron para mí muy instructivos respecto al carácter y la vida humanos. Me vi puesto en contacto con hombres de todas las condiciones, los mejores y los peores; aquellos que se encontraban en la cúspide de la sociedad y los que vegetaban en su mismo fondo; esto es, los vagabundos y los llamados criminales empedernidos. Tuve sobradas ocasiones para observar los hábitos y costumbres de los campesinos en su labor diaria, y aún más, para apreciar lo poco que la administración oficial podía hacer en su favor, aun cuando se hallara animada de las mejores intenciones.
P. Kropotkin; Memorias de un revolucionario.

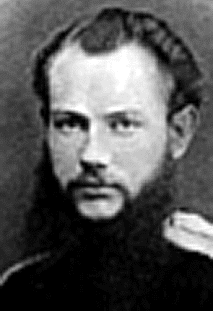
Kropotkin de joven posando en uniforme.

Su principal tarea fue hacer una evaluación del cruel sistema penitenciario siberiano para su reforma, que lo impresionó profundamente al revelarle las deficiencias de la burocracia estatal y la corrupción administrativa, así como le permitió observar las primeras formas de cooperación directa y autónoma entre campesinos y cazadores. En Siberia conoció al poeta ruso Mijaíl Lariónovich Mijáilov, que había sido condenado a trabajos forzados por sus ideas revolucionarias, quien lo introdujo en las ideas anarquistas, recomendándole la lectura de Proudhon. Estos años en Siberia fueron determinantes para la posterior evolución ideológica de Kropotkin:

Aun cuando no formulé entonces mis observaciones en términos análogos a los usados por los partidos militantes, puedo decir ahora que perdí en Siberia toda la fe que antes pudiera haber tenido en la disciplina del Estado, preparándose así el terreno para convertirme en anarquista.
P. Kropotkin; Memorias de un revolucionario.

Entre 1864 y 1866, realizó varias exploraciones en el territorio inexplorado de Manchuria. La última expedición fue la más fructífera en el aspecto científico, abarcando la región montañosa del norte de Siberia entre los ríos Lena y Amur. Esta empresa proporcionó conocimientos científicos de gran valor: ayudó a conocer mejor la estructura geográfica de la región siberiana; el descubrimiento de restos fósiles contribuyó a elaborar sus posteriores teorías glaciares; enriqueció el conocimiento sobre la fauna siberiana, proporcionando datos a Kropotkin sobre el apoyo mutuo (o cooperación intraespecífica) y el altruismo en sociedades animales; y por último, se descubrió la ruta desde Chitá y la región del lago Baikal hasta la tundra del norte.
Una insurrección de prisioneros polacos en Siberia y su cruel represión por parte de las autoridades zaristas causaron que Piotr Kropotkin y su hermano, Alejandro, decidieran abandonar el servicio militar. Regresó a San Petersburgo en 1867, ingresó en la Universidad y presentó a la Sociedad Geográfica Rusa un informe sobre su expedición de Vitim, que fue publicado y le valió una medalla de oro. Fue nombrado secretario de la sección de Geografía Física de la Sociedad Geográfica rusa. Exploró los glaciares de Finlandia y Suecia en nombre de la mencionada agrupación desde 1871 hasta 1873. Su trabajo más importante en esta época fue el estudio de la estructura orográfica de Asia, donde refutó las hipótesis, más bien conjeturas, basadas en el modelo alpino propuestas por Alexander von Humboldt. Aunque posteriormente otros investigadores descubrieron estructuras más complejas, las líneas generales del enfoque que ideó Kropotkin se han mantenido vigentes hasta la actualidad.
Otro trabajo de gran importancia fue el informe que escribió sobre los resultados de su expedición a Finlandia. En 1874 dio una conferencia en la que expuso su teoría, según la cual la capa de hielo de la glaciación había alcanzado el centro de Europa; una idea que iba en contra del conocimiento convencional de la época. Su proposición generó una polémica, que finalizó con su posterior aceptación por la comunidad científica.
Finalmente, la tercera gran contribución de Kropotkin a la teoría de la ciencia geográfica fue su hipótesis sobre la desecación de Eurasia como consecuencia del retroceso de la glaciación de la era precedente. Todas estas ideas fueron concebidas cuando aún no había llegado a cumplir 30 años, lo cual hacía presuponer un gran futuro como investigador. El prestigio de su obra geográfica fue tan considerable que fue propuesto como presidente de la sección de Geografía Física de la Sociedad Geográfica Rusa. Pero Kropotkin no aceptó el nombramiento, porque su interés se había volcado hacia las actividades revolucionarias: 

En el otoño de 1871, hallándome ocupado en Finlandia, caminando lentamente a pie hacia la costa, a lo largo del ferrocarril recientemente construido, observando atentamente los parajes donde primero debieron aparecer las muestras inequívocas de la primitiva extensión del mar, que siguió al período glacial, recibí un telegrama de la susodicha corporación, en el que se me decía: "El Consejo os ruega aceptéis el cargo de secretario de la Sociedad." Al mismo tiempo, el secretario saliente me suplicaba encarecidamente que prestara buena acogida a la propuesta.

Se habían realizado mis esperanzas; pero al mismo tiempo, otras ideas y otras aspiraciones habían invadido mi pensamiento. Después de meditar detenidamente sobre lo que debería contestar, telegrafié: "Gracias encarecidas; pero no puedo aceptar".
P. Kropotkin, Memorias de un revolucionario

### Pensamientos revolucionarios
Mientras realizaba estas investigaciones, también se dedicó a estudiar los escritos de los principales teóricos de la política y comenzó a solidarizarse con las penosas condiciones de los campesinos. Las propias observaciones, la experiencia directa y su íntimo contacto con la miseria y la pobreza del campesinado ruso y finlandés, durante su labor científica como explorador, fueron las causas que impulsaron a Kropotkin a abandonar la actividad científica:

¿Pero qué derecho tenía yo a estos goces de un orden elevado, cuando todo lo que me rodeaba no era más que miseria y lucha por un triste bocado de pan, cuando por poco que fuese lo que yo gastase para vivir en aquel mundo de agradables emociones, había por necesidad de quitarlo de la boca misma de quienes cultivaban el trigo y no tenían suficiente pan para sus hijos? De la boca de alguien ha de tomarse forzosamente, puesto que la agregada producción de la humanidad permanece aún tan limitada... Por eso contesté negativamente a la Sociedad Geográfica.
P. Kropotkin, Memorias de un revolucionario

La herencia recibida a la muerte de su padre le proporcionó el acceso a copiosos recursos económicos, que le permitieron realizar un viaje a la Europa occidental de tres meses de duración. En febrero de 1872, partió de San Petersburgo rumbo a Zúrich (Suiza) para conocer de primera mano la situación del movimiento obrero europeo. Allí contactó con el grupo de exiliados rusos que estaban fuertemente influidos por las ideas de Bakunin. Entre estos se encontraban su parienta Sofía Nikoláievna Lavrova, Nadezhda Smétskaya y Mijaíl Sazhin (un discípulo de Bakunin más conocido como Armand Ross).
En Ginebra se hizo miembro de la Primera Internacional. En primer lugar visitó y contactó con los sectores marxistas, en especial el grupo ruso dirigido por Nikolái Utin. Pero no aprobaba el tipo de socialismo ni el estilo político que impulsaban en la Primera Internacional. Tras cinco semanas de conocer al sector marxista, muy contrariado por el comportamiento oportunista de sus dirigentes, decidió conocer a los grupos de la tendencia bakuninista. El anarquista Nikolái Zhukovski le recomendó abandonar Ginebra y viajar a Jura, donde el movimiento era más fuerte. Kropotkin estudió el programa más radicalizado de la Federación del Jura en Neuchâtel y pasó largo tiempo en compañía de sus más prominentes miembros, adoptando definitivamente la visión anarquista. Allí visitó a James Guillaume —compañero, amigo y posteriormente biógrafo de Bakunin—, con quien trabó amistad. A comienzos de mayo ya estaba de vuelta en Rusia. Una vez en San Petersburgo, reanudó sus investigaciones geográficas y tomó parte activa como propagandista revolucionario vinculado al Círculo Chaikovski, invitado por el geógrafo Dimitri Klements.

### Detención y fuga

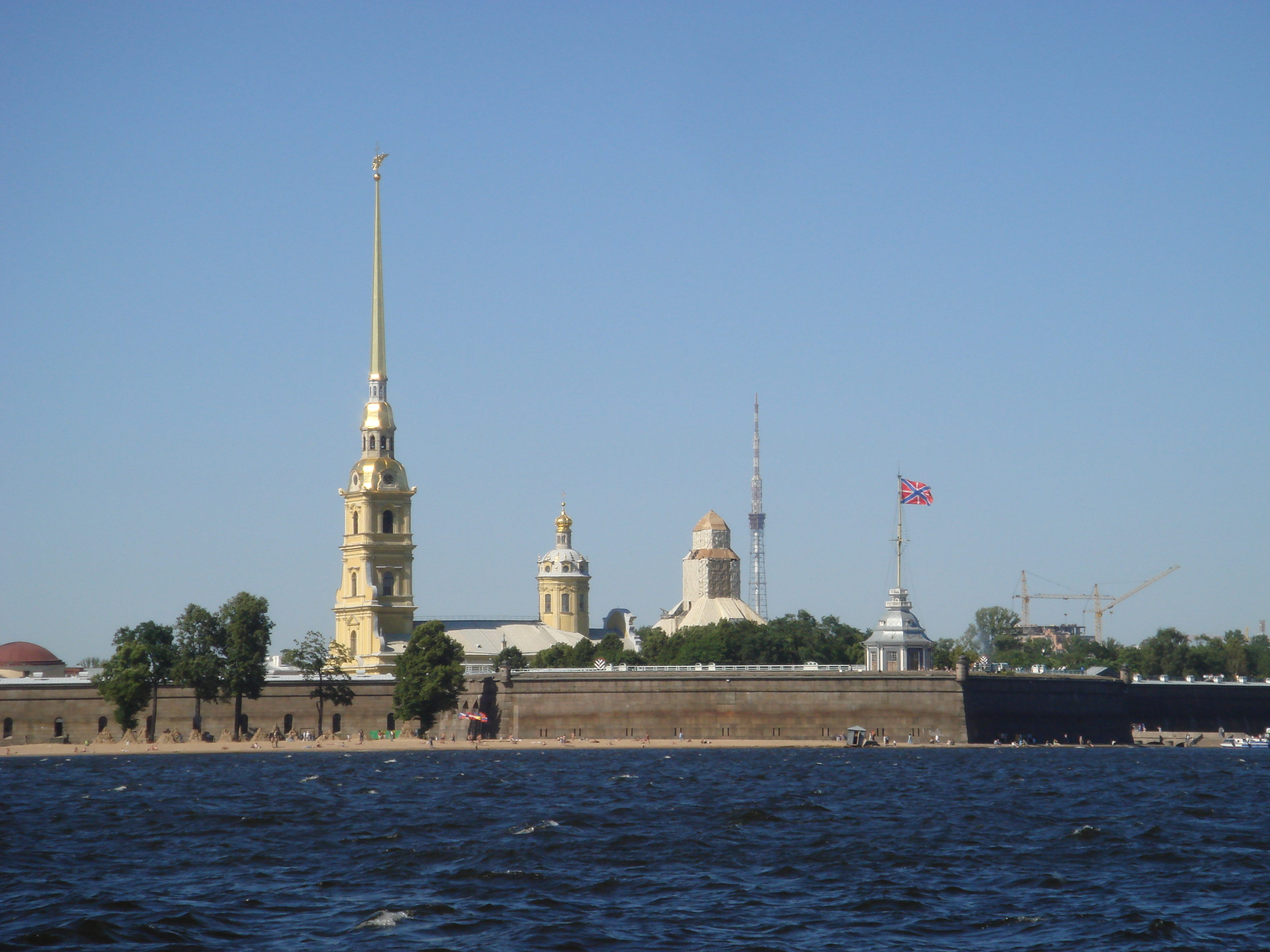
La Fortaleza de San Pedro y San Pablo.

Mientras tanto, Kropotkin continuó sus trabajos de investigación en Finlandia y sus colaboraciones con la Sociedad Geográfica. En San Petersburgo, asistía a las reuniones nocturnas del Círculo Chaikovski disfrazado de campesino y con el nombre falso de Borodín. Por ese entonces muchos de sus compañeros habían sido detenidos por la policía zarista.

Durante los dos años de que vengo hablando se hicieron muchas detenciones, tanto en San Petersburgo como en provincias. No se pasaba un mes sin que experimentáramos la pérdida de alguno, o supiéramos que ciertos miembros de este o aquel grupo provincial habían desaparecido. Hacia fines de 1873, los arrestos se hicieron cada vez más frecuentes. En noviembre, uno de nuestros principales centros, situado en un barrio extremo de la capital, fue invadido por la policía. Perdimos a Peróvskaia y tres amigos más, teniendo que suspender todas nuestras relaciones con los obreros de este arrabal. Fundamos un nuevo punto de reunión más a las afueras todavía, pero pronto hubo que abandonarlo. La policía extremó la vigilancia, y la presencia de un estudiante en los barrios de los trabajadores era al punto advertida, circulando espías entre los obreros, a quienes no se perdía de vista. Dimitri, Klementz, Serguéi y yo, con nuestras zamarras y nuestro aspecto de campesinos, pasamos inadvertidos, y continuamos frecuentando el terreno vigilado por el enemigo; pero ellos, cuyos nombres habían adquirido gran notoriedad en dichos barrios, eran objeto de todas las pesquisas; y si hubieran sido hallados casualmente en uno de los registros nocturnos en casa de algún amigo, en el acto los hubieran arrestado.
P. Kropotkin, Memorias de un revolucionario

 A fines de 1873, al día siguiente de rechazar la presidencia de la Sociedad Geográfica, Kropotkin fue arrestado por la policía.

La noche se pasó sin novedad. Eché una ojeada a mis papeles, destruí todo lo que pudiera comprometer a alguien, arreglé mis efectos y me dispuse a marchar (...) y bajé rápidamente, saliendo de la casa. A la puerta no había más que un coche de punto; monté en él, y el conductor me llevó al Nevsky Prospekt. Al principio nadie nos perseguía, y me consideré a salvo; pero a poco observé que venía otro carruaje a todo correr tras el nuestro, y habiendo tenido que moderar su marcha el caballo que nos conducía, aquél nos tomó la delantera. En él vi con sorpresa a uno de los dos tejedores que habían sido detenidos, acompañado de otra persona. Me hizo señas con la mano, como si tuviera algo que decirme, y yo ordené al cochero que parara. Tal vez —pensé— haya sido puesto en libertad y tenga algo importante que comunicarme. Pero tan pronto como nos detuvimos, el que acompañaba al tejedor —era un policía— gritó: "¡Señor Borodín, príncipe Kropotkin, quedáis detenido!" Hizo seña a los guardias, que tanto abundan en las principales calles de San Petersburgo, y al mismo tiempo saltó a mi coche y me mostró un papel con el sello de la policía de la capital, diciendo al mismo tiempo: "Tengo orden de conduciros ante el gobernador general para que deis una explicación."
P. Kropotkin, Memorias de un revolucionario

Trasladado a las oficinas de la policía política secreta, la Sección Tercera, fue interrogado durante algunos días. Su detención causó sensación en San Petersburgo, además de la irritación del emperador, ya que Kropotkin había sido durante mucho tiempo su ayudante personal. Fue encarcelado en la Fortaleza de San Pedro y San Pablo en una celda solitaria, oscura y húmeda. Los notables de la Sociedad Geográfica, sus amigos y, en especial, su hermano Aleksandr intervinieron en su favor para que se le permitiese continuar con sus investigaciones geográficas, por lo que pudo acceder a libros, papel y lápices. A principios de 1875 su hermano fue detenido por el régimen zarista por escribir una carta a Piotr Lavrov. La detención de su hermano y la desarticulación de los círculos revolucionarios —se hicieron unas 2000 detenciones— provocaron un fuerte derrumbe psicológico en Kropotkin. También se produjo un colapso físico causado por el escorbuto.
En marzo de 1876 lo trasladaron a la cárcel de San Petersburgo, donde las condiciones de vida eran más insalubres aún que en la fortaleza, aunque allí había muchas más facilidades para recibir visitas y romper el aislamiento. Pero su deterioro físico se acentuó haciendo peligrar su vida, por lo que los médicos prescribieron su traslado al hospital contiguo a la Prisión Militar de San Petersburgo. El cambio a un ambiente aireado, iluminado y limpio, con una mejor alimentación, favorecieron la recuperación de su salud. Mientras tanto, sus amigos comenzaron a pergeñar planes para su escape de la prisión. Después de varios preparativos, acordando un sistema de señales con el exterior, Kropotkin escapó corriendo a través del patio de la prisión al que concurría a practicar sus ejercicios diarios, al abrirse el portón para dar paso a los carros de los proveedores de leña. Perseguido por los guardias montó en un coche que lo esperaba y se perdió en la multitud.

Vi con terror que el carruaje se hallaba ocupado por un hombre vestido de paisano y con gorra militar, que estaba sentado sin volver la cabeza hacia mí. Mi primera impresión fue que había sido vendido. Los compañeros me decían en su última carta: "Una vez en la calle, no os entreguéis; no os faltarán amigos que os defiendan en caso de necesidad". Yo no quería saltar al coche, si estaba ocupado por un enemigo; pero al acercarme a aquél, noté que el individuo tenía patillas rubias muy parecidas a las de uno de mis mejores amigos, que, aunque no pertenecía a nuestro círculo, me profesaba verdadera amistad, a la que yo correspondía, y en más de una ocasión pude apreciar su valor admirable, y hasta qué punto se volvían hercúleas sus fuerzas en los momentos de peligro. ¿Será posible —decía yo— que sea él? Y estaba a punto de pronunciar su nombre, cuando, conteniéndome a tiempo, toqué las palmas, sin dejar de correr, para llamarle la atención. Entonces se volvió hacia mí y supe quién era. "¡Subid, subid pronto!" —gritó con voz terrible, y después, dirigiéndose al cochero revólver en mano, añadió—: "¡Al galope, al galope, u os salto la tapa de los sesos!" El caballo, que era un excelente animal, comprado expresamente para el caso, salió en el acto galopando. Una multitud de voces resonaban a nuestra espalda, gritando: "¡Paradlos! ¡Detenedlos!" en tanto que mi amigo me ayudaba a ponerme un elegante abrigo y un claque.
P. Kropotkin. Memorias de un revolucionario.

Después de refugiarse momentáneamente en una casa, cambió de ropa y fue llevado a una barbería, donde le afeitaron la copiosa barba. Luego partieron hacia un paseo muy concurrido de San Petersburgo y cenaron a la vista de todo el mundo en un restaurante de moda, ocultándose finalmente en un pueblito de las afueras. Mientras tanto, las fuerzas de seguridad registraban las casas de sus amigos, sin encontrar pistas. Vestido de oficial militar, Kropotkin se dirigió hacia el pequeño puerto de Vaasa, en el golfo de Botnia, embarcando rumbo a Suecia y continuando hacia Noruega. Desde allí tomó un buque británico hacia el puerto de Hull, Inglaterra.

### El largo exilio
En los primeros días de agosto de 1876, Kropotkin desembarcó en Hull, con el nombre falso de "Alekséi Lavashov". Se estableció en Edimburgo, pero pronto se mudó a Londres, donde tenía más recursos para ganarse la vida. Comenzó a colaborar con las publicaciones The Times y la prestigiosa Nature, entablando amistad con el subdirector de la revista, James Scott Keltie. Paralelamente retomó contacto epistolar con James Guillaume, residente en Suiza, quien lo contactó con el bakuninista Paul Robin, que alcanzó celebridad como reformador sexual, y que propiciaba un control de la natalidad y la eliminación de la prostitución. Kropotkin y Robin tuvieron debates y discusiones sobre temáticas sociales, revelándose una faceta puritana en el pensamiento del expríncipe ruso.

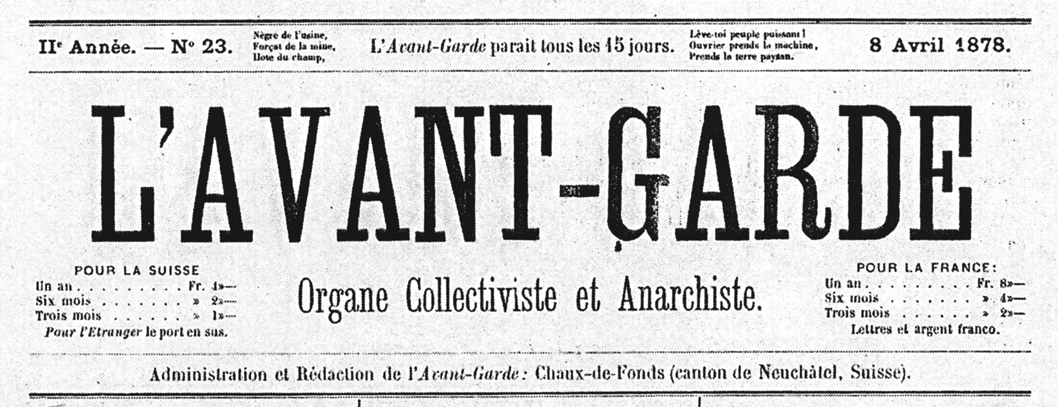
Titular de L'Avant Garde del 15 de julio de 1878

Después de un corto período en Inglaterra, se estableció en Suiza, llegando a Neuchatel en diciembre de 1876, donde se incorporó a la Federación del Jura. Allí conoció a Carlo Cafiero y Errico Malatesta, los dos miembros más prominentes de la sección italiana de la Internacional. Decidido a establecerse en el continente, realizó un breve viaje a Inglaterra para arreglar cuestiones laborales con le revista Nature, partiendo el 23 de enero hacia Ostende y de allí a Verviers (Bélgica), para intentar organizar al movimiento local, pero la defección de su amigo Paul Brousse llevó a Kropotkin a continuar hasta Ginebra. Allí se reunió con su viejo amigo, Dimitri Klemetz, y se contactó en Vevey con el célebre geógrafo anarquista Eliseo Reclus. Junto a Brousse, y con la intención de influir clandestinamente en otras regiones desde Suiza, lanzó un periódico anarquista en francés (L'Avant Garde) relativamente exitoso y otro en alemán (Arbeiterzeitung), que fracasó y dejó de salir algunos meses después. Kropotkin se trasladó a Verviers, en Bélgica, para participar en el último congreso de la sección bakuninista en la Primera Internacional, donde actuó como delegado de los rusos en el exilio y llevó a cabo la tarea de redactar las actas. Debido a rumores de que sería detenido tuvo que abandonar el congreso, embarcando desde Amberes hacia Londres.
A continuación, viajó a Francia, contactándose con Andrea Costa, prosiguiendo los estudios sobre la Revolución francesa que había iniciado en Londres. Las actividades clandestinas de Kropotkin llamaron la atención policial a principios de 1878, por lo que tuvo que retornar a Ginebra a fines de abril. Poco después visitó España, para interiorizarse de la situación del movimiento, visita que le causó una fuerte impresión al conocer un movimiento anarquista de masas, regresando en agosto a Ginebra. Inmediatamente participó de un congreso de grupos anarquistas suizos en Friburgo, donde se evidenció la sensible decadencia  de la Federación del Jura. El 8 de octubre de 1878 contrajo matrimonio con la joven rusa emigrada Sofía Ananiev. El 10 de diciembre las autoridades suizas clausuraron L'Avant Garde, y luego detuvieron a Brousse por poco tiempo. Iniciaron un nuevo periódico que continuase al anterior, y el 22 de febrero apareció Le Révolté, que debido a falta de participantes era redactado casi por entero por Kropotkin. El periódico fue un éxito, y para abril de 1879 contaba con 550 suscriptores, lo que les permitió comprar a crédito su propia imprenta, fundando la Imprimerie Jurassienne.

### Teórico y propagandista
Desde las páginas de Le Révolté, Kropotkin presentó las primeras formulaciones del anarcocomunismo, su principal aporte a la ideología anarquista. El primer artículo sobre el tema apareció el 1 de diciembre y se titulaba La idea anarquista desde el punto de vista de su realización práctica. Afirmaba allí que la revolución debía basarse en las federaciones de comunas locales y los grupos independientes, evolucionando la sociedad desde una etapa colectivista de apropiación de los medios de producción por las comunas, hacia el comunismo. Durante 1880, invitado por Eliseo Reclus a colaborar en su Geografía Universal, Piotr y Sofía se trasladaron a Clarens.

Aquí, con el concurso de mi mujer, con quien solía discutir sobre todos los acontecimientos y los trabajos realizados, y que ejercía una severa crítica literaria sobre estos últimos, fue donde produje lo mejor que hice para el Révolté, entre lo cual se encuentra el llamamiento A los jóvenes, que tanta aceptación halló en todas partes. En una palabra, en este lugar eché los cimientos y tracé las líneas generales de todo lo que escribí más adelante. En Clarens, además del trato con Eliseo Reclus y Lefrançais, que desde entonces he cultivado siempre, me hallaba en íntimas relaciones con los obreros, y aunque trabajaba bastante en la geografía todavía me era dado contribuir en mayor escala que de ordinario a la propaganda anarquista.
P. Kropotkin; Memorias de un revolucionario.

En marzo de 1881 su amigo Stepniak le comunicó la noticia del asesinato del zar Alejandro II, por miembros del grupo Naródnaya Volia. La represión sobre el movimiento revolucionario, con la ejecución de su excompañera del Círculo Chaikovski, Sofía Peróvskaya, indignó a Kropotkin, que imprimió un folleto La verdad sobre las ejecuciones en Rusia y fue orador en actos de protesta. La policía ginebrina lo interrogó, pero finalmente decidió no arrestarlo. El 10 de julio partió hacia París y luego rumbo a Londres, para asistir como delegado al Congreso Socialista Revolucionario Internacional. Debido a la pobreza de Kropotkin, su amigo y compañero Varlaam Nikoláievich Cherkésov, realizó una colecta para pagar su viaje. En una carta a Malatesta, Kropotkin explicaba sus dificultades económicas:

Le Révolté y todo lo demás me ocupan normalmente una semana, de modo que me quedan dos semanas por mes en las que he de ganar 150 a 200 francos para nosotros dos, 50 francos para Robert, otros 40 para los rusos, 30 para correspondencia, de 10 a 15 para papel, etc; en total más de 350 francos.
P. Kropotkin

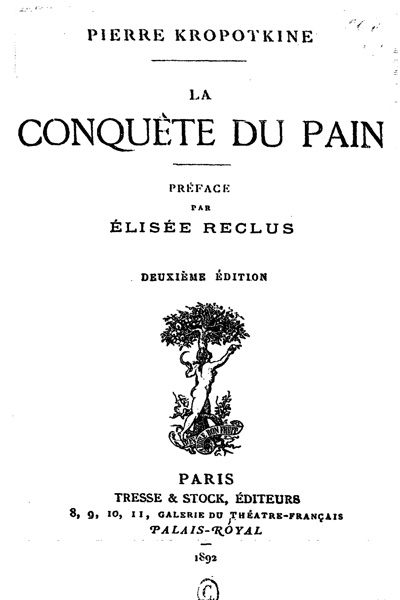
Portada de La Conquista del pan, edición francesa.

Kropotkin participó del congreso en Londres, pero terminó decepcionado por el tono caótico de las discusiones y porque finalmente no se trató el tema por el que se había convocado: la conformación de una nueva Internacional. Permaneció en Inglaterra durante un mes y regresó a Suiza. A poco de volver, fue expulsado por el gobierno suizo debido a las presiones del Imperio ruso. Abandonó Ginebra el 30 de agosto y se estableció en el pueblito francés de Thonon, al otro lado del lago Lemán. La redacción de Le Révolté  quedó a cargo de Herzig y Dumartheray, aunque Kropotkin seguiría colaborando desde el exterior. Allí permanecieron dos meses hasta que Sofía terminó sus estudios de bachillerato en Ginebra.
En noviembre de 1881 viajó con su esposa a Inglaterra, brindando algunas conferencias en su tránsito hacia París, donde contactó con Jean Grave. En Inglaterra no tuvo muchos contactos con anarquistas, con excepción de Malatesta, Cafiero y Eliseo Reclus, cuando pasaron por la isla. Durante 1882 trabó amistad con los marxistas ingleses Ernest Belfort Bax y H. M. Hyndman; este último le presentó a James Knowles, editor de The Nineteenth Century, publicación con la que colaboraría por tres décadas. Siguió escribiendo para Nature, The Times y The Fortnightly Review, además de hacerlo para la Enciclopedia Británica. En Le Révolté publicó dos artículos de trascendencia: La ley y la autoridad y Gobierno revolucionario. Durante su estancia en Inglaterra se involucró mucho con la situación de Rusia, y la expuso en clubes de obreros, en algunos mítines que organizó junto a Chaikovski; luego exponían el ideario anarquista. Si bien la concurrencia era escasa, esta situación cambió al visitar los círculos de mineros en Escocia, donde sus exposiciones atraían a multitud de obreros.
La atmósfera deprimente y apática de Londres impulsó al matrimonio a regresar a Francia, donde el movimiento anarquista estaba floreciente y activo, arribando a Thonon el 26 de octubre. Allí dieron alojamiento a un joven hermano de Sofía, agonizante a causa de la tuberculosis. Las actividades revolucionarias en Lyon, donde había unos 3000 anarquistas activos, los desórdenes provocados por la crisis de la industria sedera y algunos conatos de violencia, fueron la excusa para arrestar a Kropotkin, que nada tenía que ver con los disturbios, junto a sesenta anarquistas. El 21 de diciembre de 1882 Kropotkin fue detenido por la policía, horas después de la muerte de su joven cuñado. Durante el entierro, Reclús y otros anarquistas movilizaron a los campesinos de la zona, como forma de protesta por las detenciones.

El gobierno francés deseaba hacer de aquello uno de esos grandes procesos que causan fuerte impresión en el país; pero no había medio de envolver a los anarquistas presos en la causa de las explosiones, pues hubiera sido necesario concluir por llevarlos ante un jurado que, probablemente, nos habría absuelto, y en consecuencia, se adoptó la maquiavélica política de perseguirnos por haber pertenecido a la Asociación Internacional de los Trabajadores. Hay en Francia una ley, votada inmediatamente después de la caída de la Comuna, por la cual se puede hacer comparecer a cualquiera ante un juez de instrucción, por haber pertenecido a dicha sociedad. El máximo de la pena es de cinco años, y el gobierno tiene siempre la seguridad de que el tribunal ordinario le dejará complacido.
P. Kropotkin, Memorias de un revolucionario

### Prisión en Francia
Fue acusado de pertenecer a la Internacional, y sentenciado a cinco años de prisión y 1000 francos de multa por sus actividades anarquistas; fue la condena más severa de todas. La prensa independiente, incluso hasta el moderado Journal des Economistes, protestó contra las condenas criticando a los magistrados por condenarlos sin fundamentos. Los anarquistas, en especial Bernard, Gautier y Kropotkin, aprovecharon el juicio para dar publicidad a sus ideas pronunciando encendidos discursos.

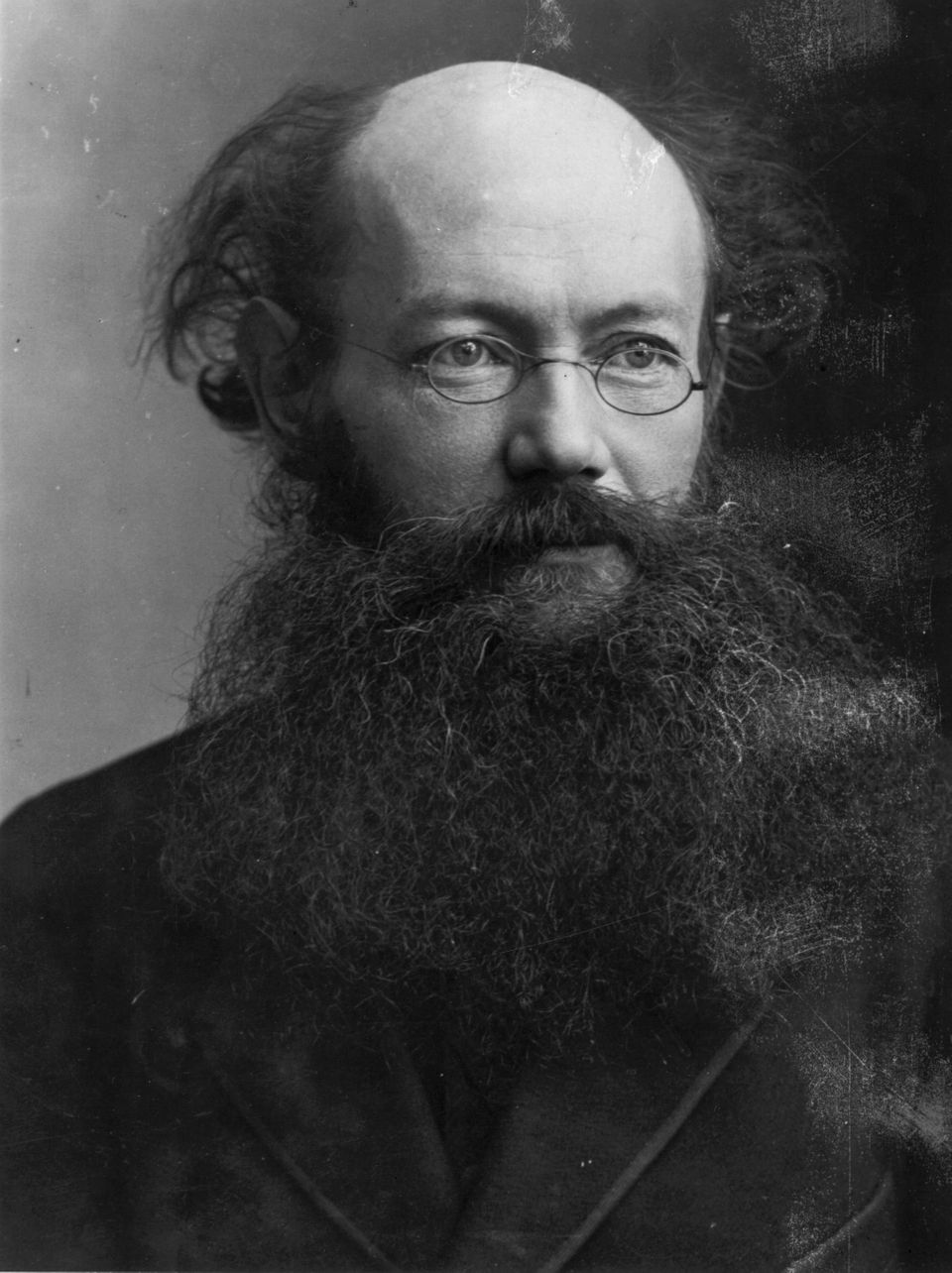
Kropotkin en sus años de madurez

Fue trasladado de Lyon a la prisión de Clairvaux, en la vieja abadía de San Bernardo, donde se le dio estatus de prisionero político. Durante este período siguió escribiendo para la Geografía Universal y la Enciclopedia Británica, además de continuar sus contribuciones con The Nineteenth Century, destacándose el artículo What Geography ought to be. Las condiciones de detención no fueron esta vez tan sufridas como cuando estuvo prisionero en Rusia, ya que las autoridades les permitían cultivar verduras, jugar a los bolos y trabajar en un taller de encuadernación. Kropotkin aprovechaba el tiempo para dar clases de idiomas, matemáticas, física y cosmografía a los otros reclusos. Podían escribir y recibir cartas, bajo un régimen de censura. Podían recibir libros y revistas, pero no periódicos, mucho menos de tendencia socialista.
Kropokin recibió desde París la preocupación de la Academia Francesa de Ciencias, que se ofreció a enviarle libros para sus investigaciones; desde Inglaterra también se escucharon muestras de solidaridad, redactándose un petitorio en su favor, firmado por 15 profesores universitarios, los directivos del Museo Británico, la Sociedad Real de Minas, la Royal Geographical Society, la Enciclopedia Británica, y nueve periódicos ingleses, además de personalidades como William Morris, Patrick Geddes y Alfred Russel Wallace. El petitorio fue presentado al ministro francés de Justicia por el escritor Victor Hugo, rechazando la petición. Hacia fines de 1883 Kropotkin contrajo malaria, enfermedad endémica de la región, comprometiendo su salud durante algunos meses. Mientras tanto, Reclús reunió los artículos de Kropotkin para Le Révolté en un volumen que se publicó en París en noviembre de 1885, titulado Palabras de un rebelde.
Las peticiones de libertad presionaron tanto al gobierno francés que el primer ministro Freycinet se vio obligado a declarar que "razones diplomáticas impiden la liberación de Kropotkin", generando una reacción mayor de la opinión pública al admitir las exigencias del Zar en la política interior de Francia. El gobierno francés no tuvo más remedio que perdonar a los detenidos y liberarlos el 15 de enero de 1886. Kropotkin y Sofía, quebrados económicamente se trasladaron a París, donde pudieron obtener medios de subsistencia más adecuados. Para prevenir una posible deportación a Rusia por parte del gobierno francés, Kropokin decidió establecerse en Inglaterra, no sin pronunciar el 28 de febrero de 1886, en la víspera de su partida, el discurso El anarquismo y su lugar en la evolución socialista ante varios miles de personas.
Sus experiencia vividas como prisionero en Rusia y Francia, provocaron en Kropotkin su rechazo hacia toda forma de encarcelamiento como forma de recuperación social y moral de los detenidos. Posteriormente estas impresiones se volcarían en un texto publicado en Inglaterra en marzo de 1887, En las prisiones rusas y francesas. La primera edición de este libro fue comprada por los agentes del gobierno ruso para impedir su difusión, logrando destruir la mayor parte de los ejemplares. Finalmente se reeditó años después.

...he podido convencerme a mi mismo de que, en cuanto a sus efectos sobre el preso y sus resultados para la sociedad en general, las mejores prisiones reformadas —sean o no celulares— son tan malas, o aún peores, que las sucias cárceles antiguas. Ellas no mejoran al preso; por el contrario, en la inmensa y abrumadora mayoría de casos, ejercen sobre ellos los efectos más lamentables. El ladrón, el estafador y el granuja que han pasado algunos años en un penal, salen de él más dispuestos que nunca a continuar por el mismo camino, hallándose mejor preparados para ello, habiendo aprendido a hacerlo mejor, estando más enconados contra la sociedad y encontrando una justificación más sólida de su rebeldía contra sus leyes y costumbres, razón por la cual tienen, necesaria e inevitablemente, que caer cada vez más hondo en la sima de los actos antisociales que por primera vez le llevaron ante los jueces.
P. Kropotkin; Memorias de un revolucionario

### Los años de exilio en Inglaterra
Kropotkin y Sofía arribaron a Inglaterra en marzo de 1886, donde permaneció durante 3 décadas, llevando una vida completamente distinta y apaciguada, dedicada a la investigación científica y la elaboración teórica e ideológica. Su salud quedó también muy resentida por los años de prisión, afectada por el clima inglés, que le provocaba bronquitis crónicas. Se estableció en los arrabales londinenses, y tomó hábitos relativamente sedentarios, comparados con su permanente movilidad y agitación de las dos décadas anteriores.
Una de sus primeras actividades consistió en fundar un grupo editor de un periódico anarquista, integrado por Charlotte Wilson, el doctor Burns Gibson, además de Kropotkin y Sofía, entre otros. El grupo se denominaba Freedom (Libertad) y se dedicaba a tareas de propaganda, editar un periódico y organizar conferencias. Inicialmente el grupo publicaba sus escritos en el periódico de Henry Seymour, The Anarchist. Pronto la autoridad intelectual de Kropotkin se hizo sentir sobre el pensamiento del tuckeriano Seymour, y su periódico declaró su adhesión al comunismo anarquista. En esta misma época trabó amistad con William Morris. En abril se instaló en una casa barata con escasos muebles en la zona de Harrow, en las afueras de Londres. Continuó colaborando con diversas publicaciones: The Ninteenth Century, Freiheit (de Johann Most), La Révolte (sucesor de Le Révolté), Nature y The Times.
El grupo Freedom se escindió de The Anarchist después de una disputa con Seymour, y en octubre de 1886 salió el primer número de Freedom. Consistía de un pliego de 4 páginas escrito en su mayoría por Kropotkin y Wilson, que se imprimió hasta 1888 en el taller de la Liga Socialista de William Morris. Mientras tanto, la vida personal de Kropotkin se sintió conmovida por la noticia del suicidio de su hermano Alejandro en Siberia, el 6 de agosto, quien era su último lazo familiar con Rusia. El auge de los movimientos socialistas en Inglaterra despertó el interés del público hacia el anarquismo, y Kropotkin se convirtió en un activo conferencista visitando casi todas las grandes ciudades de Inglaterra y Escocia. En su visita a Edimburgo trabó amistad con Patrick Geddes, sobre quien influiría fuertemente en su pensamiento.
El 15 de abril de 1887 nació su única hija, a quien dieron el nombre de Alejandra, en recuerdo de su hermano. A fines de ese año se vio muy involucrado y preocupado por las condenas a muerte a los procesados en el atentado de Haymarket, en los Estados Unidos. Kropotkin participó en la campaña por la liberación de los prisioneros anarquistas y el 14 de octubre habló en un gran acto en Londres, junto a personalidades como William Morris, George Bernard Shaw, Henry George y Stepniak, aunque finalmente los procesados fueron ejecutados el 11 de noviembre. El 13 de noviembre participó de una manifestación convocada por William Morris a favor de la libertad de expresión en Trafalgar Square, que terminó en serios disturbios. El grupo Freedom comenzó a crecer en miembros y a ganar en influencia en el movimiento socialista inglés, incorporándose muchos miembros antiparlamentaristas de la Liga Socialista de W. Morris (quien aceptaba los puntos de vista de Kropotkin, aunque nunca llegó a declararse anarquista). De esta liga finalmente se escindiría en 1888 la facción parlamentarista de Eleanor Marx. No obstante, las relaciones entre el grupo Freedom y la Liga Socialista antiparlamentaria también se deterioraron, marcándose un distanciamiento.

### Escritor, científico y teórico.
A partir de 1890 las actividades de Kropotkin como agitador fueron cada vez más escasas y comenzó a predominar fuertemente su faceta de pensador, intelectual y científico. Escribía para muchas publicaciones anarquistas como Temps Noveaux (con las que colaboraba gratuitamente) y otras periodísticas como las inglesas The Speaker y The Forum o las norteamericanas The Atlantic Monthly, The North American Review y The Outlook. Pronunció decenas de conferencias, destacándose las de ciudades como Glasgow, Aberdeen, Dundee, Edimburgo, Mánchester, Darlington, Leicester, Plymouth, Bristol y Walsall. Las temáticas eran tan diversas que, además de la teoría anarquista, trataba literatura, política rusa, organización industrial, el sistema carcelario, naturalismo y las primeras exposiciones sobre su teoría de la ayuda mutua.

Cuando Huxley, queriendo luchar contra el socialismo, publicó en 1888 en The Nineteenth Century, su atroz artículo Struggle for Existence Manifesto, me decidí a presentar en forma comprensible mis objeciones a su modo de entender la referida lucha, lo mismo entre los animales que entre los hombres, materiales que estuve acumulando durante seis años. Hablé del particular a mis amigos; pero hallé que la interpretación de lucha por la existencia en el sentido del grito de guerra: ¡Ay de los vencidos! elevado a la altura de un mandato de la naturaleza revelado por la ciencia, estaba tan profundamente arraigado en este país, que se había convertido poco menos que en dogma.
P. Kropotkin, Memorias de un revolucionario

A partir de 1888 Kropotkin comenzó a escribir su obra sociológica, escribiendo tres artículos en The Nineteenth Century (“El derrumbe de nuestro sistema industrial;” “El futuro reino de la abundancia;” y, “La ciudad industrial del futuro”) que constituirían la base del libro Campos, fábricas y talleres, que publicaría posteriormente. Por esta época exponía en conferencias sus ideas sobre la libre distribución, el trabajo voluntario y la abolición del sistema salarial, basándose en el principio: “De cada cual según su capacidad, a cada cual según su necesidad”.
A lo largo de 1889 escribió artículos para Le Revolté y The Nineteenth Century sobre la revolución francesa y sus consecuencias, y en marzo de 1890 publicó el ensayo Trabajo intelectual y trabajo manual. A partir de septiembre de 1890 publicó en The Nineteenth Century los primeros ensayos en respuesta a Thomas Henry Huxley, que se reunirían finalmente en su obra científica más prestigiosa: La Ayuda mutua: un factor en la evolución. En 1891 escribiría “La moral anarquista” y durante 1892 empezó a escribió regularmente artículos de divulgación científica para este mismo periódico, explorando temáticas tan diversas como geología, biología, física y química; también se publicó en Francia La conquista del pan, con prefacio de Eliseo Reclus. Por esta época la reputación de Kropotkin fue creciendo, obteniendo un gran respeto y éxito como escritor entre el público general, además del reconocimiento académico que se materializaba en las frecuentes invitaciones a pronunciar conferencias sobre temáticas científicas en la British Association, la Universidad de Londres y el Teacher’s Guild. En 1894 Contemporary Review le dedicó un artículo laudatorio titulado “Nuestro refugiado político más distinguido”.

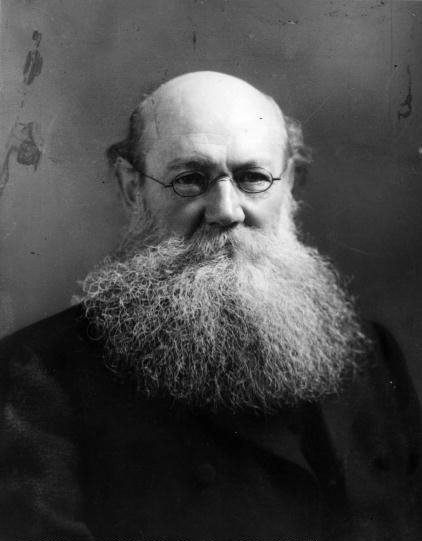
Vejez en Inglaterra

Durante 1892 los Kropotkin se mudaron a Woodhurst Road, Acton, pero en 1894 volvieron a cambiar de residencia, estableciéndose en una casa de campo en Bromley, Kent. Allí cultivaba un huerto, tenía un taller de trabajo donde fabricaba sus propios muebles y un despacho cuyas paredes estaban cubiertas de libros hasta el techo, de acuerdo con la descripción de Rudolf Rocker, que lo visitó en 1896. En su residencia recibía visitas de personajes de todo el mundo como Louise Michel, Fernando Tarrida del Mármol, Emma Goldman, Georg Brandes, entre otros.
El movimiento anarquista inglés comenzó a quedar aislado frente al auge del socialismo parlamentario; en 1895 el grupo Freedom, el grupo Commonweal y la Liga Socialista se fusionaron, asumiendo Alfred Marsh como redactor en jefe en reemplazo de Charlotte Wilson. Kropotkin –que era considerado por el público general más como un sabio erudito que como un anarquista- siguió colaborando con el periódico pero sin participar en actividades de propaganda, agitación o activismo, abocándose a la actividad intelectual casi exclusivamente. Durante el Congreso Socialista Internacional de Londres de 1896, los anarquistas fueron impedidos de participar por los parlamentaristas, estableciéndose una escisión definitiva en el movimiento socialista. Después de protestar enérgicamente, los anarquistas celebraron un congreso separadamente, aunque Kropotkin, algo débil de salud, no tuvo una participación activa. El fin de año de 1896 trajo noticias que afectaron profundamente a Kropotkin: la muerte de sus amigos William Morris y Stepniak.
En 1897 participó de las campañas contra el gobierno español, acusado de poner en práctica torturas a los prisioneros en Montjuich (Barcelona), pero su salud empeoró y la propia Sofía lo reemplazó como conferenciante, algo que se tornaría habitual de allí en adelante. Ese año viajó a América del Norte por medio de la Sociedad Inglesa para el Patrocinio de la Ciencia, que celebraba una reunión en Toronto, Canadá. En los Estados Unidos pronunció tres conferencias sobre ayuda mutua en el Instituto Lowell de Boston, y otra en Nueva York. En esta última ciudad se entrevistó con Johann Most, Benjamin Tucker y el líder socialista Daniel de Leon. En Pittsburgh intentó visitar a Alexander Berkman que estaba en prisión, pero no se lo permitieron. También arregló para publicar sus Memorias de un revolucionario en entregas en el Atlantic Monthly, que luego se publicaría en forma de libro en 1899. Paralelamente trabajó en la actualización y profundización de los artículos que constituirían la edición definitiva de Campos, fábricas y talleres, publicada también ese año. Durante la Guerra de los Bóeres Kropotkin se declaró en contra y denunció los crímenes del ejército inglés, a pesar de que podía acarrearle la expulsión del país.
Volvió a los Estados Unidos en 1901, visitó Chicago y pronunció conferencias en importantes universidades y en el Instituto Lowell de Boston, donde trató sobre literatura rusa, que luego se publicarían como libro en Ideales y realidades de la literatura rusa. En Nueva York habló en la Liga de Educación Política, en el Cooper Union ante 5000 personas y dos veces en un local de la Quinta Avenida. También pronunció discursos en Harvard y en el Wellesley College. Además, asistió a varias reuniones y actos organizados por sus amigos anarquistas, siempre muy concurridas y animadas. Regresó en mayo a Inglaterra y se dedicó de lleno a sus trabajos teóricos, completando los últimos artículos de El apoyo mutuo, que saldría a la luz en 1902.
Sus achaques de salud, en especial sus afecciones bronquiales, prácticamente le impidieron volver a la vida pública. En 1903 y 1904 expuso sus teoría geológicas en la Sociedad Geográfica. En 1904 publicó La necesidad ética de la época actual y en 1905 La moral de la naturaleza. Pero ese año sufrió un ataque cardíaco después de un acto en homenaje a los decembristas, que casi acaba con su vida. La Revolución rusa de 1905 volvió a enfocar a Kropotkin en los asuntos de su país natal. Pero en julio recibió la noticia de la muerte de su amigo Eliseo Reclus; Kropotkin escribió artículos en su memoria para el Geographical Journal y para Freedom. En otoño de 1907 se mudó a una casa en High Gate, donde terminó los trabajos teóricos pendientes, publicando en 1909 La Gran Revolución francesa, El terror en Rusia y entre 1910 y 1915 una serie de artículos en The Nineteenth Century sobre ética y ayuda mutua, evolucionismo, y sobre herencia biológica, tomando partido por un neolamarckismo y criticando las ideas de August Weismann acerca del plasma germinal.

### La Guerra Europea y la Revolución rusa
En los últimos años del siglo XIX el movimiento anarquista ruso había iniciado un cierto florecimiento, lo cual trajo consecuentemente un incremento en la actividad de los grupos emigrados en Suiza, Francia e Inglaterra. En 1903 en Ginebra apareció Jleb i volia (Pan y Libertad), que introducido ilegalmente, llegó a influir dentro de Rusia. Kropotkin y Cherkésov le dieron su apoyo, escribiendo artículos sin firma. Si bien en lo teórico la influencia de Kropotkin era notoria, no lo era así en otras cuestiones tácticas y de práctica política concreta. Su oposición al terrorismo (es decir, a los asaltos como forma de financiación económica), contrastaba con las prácticas de muchos pequeños grupos anarquistas que actuaban en el interior de Rusia, desestabilizando al régimen zarista.
Abogó por la expropiación, porque el pueblo libre fuera a los almacenes y tomara la comida y la ropa que necesitara, siempre racionalizando. Para la vivienda se actuaría de la misma forma. Los alquileres se suprimirían, las casas vacías serían tomadas por familias que vivieran en la calle. Aquel que tuviera habitaciones libres, podrían ser tomadas por gente que las necesitara.
Declaró que todos los hombres y mujeres tienen derecho al bienestar social. Formuló ideas como las de trabajar cinco horas al día, teniendo el resto del tiempo libre para participar en tareas lúdicas de interés individual. Se comenzaría a contribuir a la sociedad a la edad de 25 años y se terminaría a los 45.
Demostró también cómo un sinfín de asociaciones funcionan sin la autoridad del estado, como la Cruz Roja o la Asociación Inglesa de Salvamento de Náufragos (Lifeboat Associations). Es más, la evolución de todas éstas asociaciones fue vertiginosa, notoria y alabada por todos. El estado lejos de ser el defensor, es el opresor y causante de todos los males del pueblo.
Mostró, además, una nueva y revolucionaria idea. Nos habló del espíritu organizador del pueblo. Pues como el pueblo, lejos de ser una masa de salvajes guiados por su sentido común, con capaces de traer «el nuevo orden» en ausencia de autoridad alguna.
Kropotkin se inclinaba por el anarcosindicalismo, el movimiento de masas y la participación en los soviets (mientras no se convirtiesen en organismo de autoridad). Las discusiones tácticas llevaron a los anarquistas rusos a celebrar dos conferencias en Londres en diciembre de 1904 y octubre de 1906, y publicando un documento titulado La revolución rusa y el anarquismo en 1907. En estos documentos tuvo una fuerte presencia el pensamiento de Kropotkin, influenciado por los acontecimientos revolucionarios de 1905. A partir de entonces Kropotkin comenzó a pensar en regresar a Rusia a participar de la lucha contra la autocracia.
Su salud siguió declinando y en otoño de 1911 volvió a trasladar su residencia, estableciéndose en Kemp Town, Brighton, su último hogar en Inglaterra. Por razones de salud, desde hacía algunos años Kropotkin pasaba los inviernos en el extranjero, para no sufrir las intemperancias del clima. En estos viajes visitó París y la región de Bretaña (Francia), Ascona, Bordighera y Rapallo (Italia) y Locarno (Suiza), cuyo clima aliviaba sus bronquitis crónica. En 1912 participó del Congreso Internacional de Eugenesia en Londres, donde expuso puntos de vistas críticos hacia la esterilización de personas que defendían algunos científicos. Ese año participó de la campaña para evitar la deportación a Italia de Errico Malatesta, logrando influir al ministro del gabinete liberal John Burns para que se suspendiera dicha medida. En diciembre de 1912, al cumplir 70 años, recibió emotivos homenajes y felicitaciones; en uno de ellos que se celebró en el Palace Theatre de Londres, hablaron George Bernard Shaw, George Lansbury y Josiah Wedgwood, entre otros.
Después de la revolución de 1905 el anarquismo en Rusia experimentó un crecimiento vertiginoso, surgiendo decenas de grupos por todo el país. Las obras de Kropotkin comenzaron a editarse de forma legal o ilegal; su influencia se dio fundamentalmente entre los anarquistas comunistas y los anarcosindicalistas. El periódico de los emigrados en el que participaba Kropotkin se disolvió y fue reemplazado por Listkí Jleb i volia, tarea en que colaboró con Alexander Schapiro y Maria Goldsmith. Pero en junio de 1907 debió abandonar su publicación. Dedicó sus energías a traducir al ruso y editar buena parte de su obra, entre las que destacan la edición de La Gran Revolución Francesa, finalizada en 1914. Kropotkin colaboró también con el periódico de anarquistas emigrados Rabochi Mir y en algunos números de Jleb i volia, que reapareció fugazmente durante 1910 en París.
Durante los años previos a la Primera Guerra Mundial, rompiendo con el tradicional antibelicismo de los anarquistas, tomó partido por la Francia republicana frente al Imperio Alemán de Bismarck, al que consideraba el mayor peligro, ya que pensaba que era necesario oponerse a la política extremadamente militarista de Alemania para generar un contrapeso geopolítico. Al iniciarse el conflicto, se produjo una brecha entre Kropotkin, Jean Grave y los anarquistas que apoyaban la intervención en la guerra, con el movimiento anarquista internacional, lo cual le valió fuertes críticas y la ruptura con muchos de sus viejos amigos como Dumartheray, Herzig y Luigi Bertoni. Esta actitud le llevó a una disputa con los miembros de Freedom, que publicó una carta de Malatesta demoledoramente crítica hacia el belicismo de Kropotkin, carta que representaba la opinión mayoritaria del movimiento anarquista.
Después de una violenta discusión con Thomas Keell, director de Freedom, Kropotkin, Cherkésov, Sofía y otros anarquistas favorables a los Aliados se abrieron del grupo editorial del que eran fundadores. Casi todos los anarquistas manifestaron su rechazo a la guerra y su desacuerdo con Kropotkin, que fue apoyado por Jean Grave, James Guillaume, Paul Reclus, Carlos Malato, Christiaan Cornelissen; estos firmaron una declaración belicista conocida como el Manifiesto de los Dieciséis, y editaron su propio periódico, La Bataille Syndicaliste. Este manifiesto fue también respondido por otro manifiesto de oposición a la guerra, apoyado por Malatesta, Shapiro, Emma Goldman, Alexander Berkman, Thomas Keell y Rudolf Rocker, entre otros. Poco después manifestaron su crítica al grupo de anarquistas belicistas Luigi Fabbri, Émile Armand y Sebastian Faure.
Kropotkin y su grupo quedaron prácticamente aislados no solo dentro del movimiento anarquista, sino también del movimiento socialista en general. La posición de Kropotkin fue aprovechada por Lenin para calificarlo de pequeño burgués y patriotero, y así poder atacar a los anarquistas, en su amplia mayoría contrarios a la guerra. Kropotkin perdió contacto con sus viejos amigos anarquistas y se recluyó en su residencia, hasta que en marzo de 1917 llegaron las primeras noticias acerca de la caída del zarismo.

### Retorno a Rusia y muerte

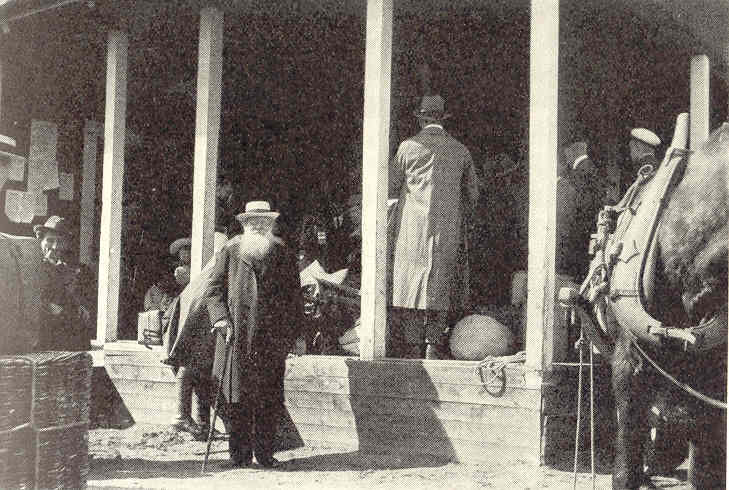
Kropotkin a su paso por Haparanda en 1917

Tras la Revolución de Febrero Kropotkin decidió emprender el regreso, entusiasmado por el giro de los acontecimientos. A mediados de 1917 embarcó de incógnito en Aberdeen con destino a Bergen (Noruega), pero a pesar del secreto fue recibido por una manifestación de trabajadores y estudiantes. Atravesó Suecia y Finlandia ingresando a Rusia después de 41 años. Durante todo el viaje recibió muestras de apoyo y afecto por cada pueblo que pasó. Llegó a Petrogrado en ferrocarril a las dos de la madrugada, siendo recibido en la estación por un regimiento militar, una banda interpretando La Marsellesa y una manifestación de bienvenida de 70,000 personas.
Este período se caracterizó por una frenética participación en actos, discursos y reuniones, lo que afectó gravemente a su salud deteriorada. Pero no se recompuso su relación con el grueso del movimiento anarquista, ya que Kropotkin seguía insistiendo en que la participación en la guerra aseguraría las conquistas de la revolución; lo que "le llevó a situaciones y compañías equívocas." La inmensa mayoría de los anarquistas no apoyaba la guerra, razón por la cual mantuvo relaciones ocasionales con los mencheviques, y otros partidos constitucionalistas belicistas alejados del sector revolucionario. Kerensky le ofreció un cargo en el gobierno, una fuerte pensión mensual y residencia en el Palacio de Invierno, pero Kropotkin lo rechazó dignamente, aunque no rehusó brindar sus consejos informalmente.
En agosto abandonó la frenética Petrogrado y se estableció en Moscú, participando poco después en la Conferencia de Estado de todos los partidos como orador, donde se manifestó crítico con las políticas bolcheviques, y a favor de continuación de la guerra y de la constitución de una república federal. Estas manifestaciones reformistas y moderadas fueron utilizadas por los bolcheviques para desacreditar a Kropotkin y contragolpear a los anarquistas. La Revolución de Octubre acabó con el gobierno de Kerensky, asumiendo el poder los bolcheviques. El fin de la guerra y la radicalización del movimiento de masas acabaron con el desconcierto ideológico que se había apoderado de Kropotkin desde su apoyo a la Entente, y retomó sus principios anarquistas. Se abocó a trabajar en la Liga Federalista, un grupo de estudiosos de las problemáticas sociológicas que impulsaba el federalismo y la descentralización, brindaba datos estadísticos y estudios al público, pero a mediados de 1918 fue suprimida por las autoridades bolcheviques. Si bien Kropotkin no fue personalmente afectado por la represión (ya que lo consideraban inofensivo), los bolcheviques iniciaron su represión no solo contra los opositores mencheviques y social-revolucionarios, sino también contra los grupos, organizaciones y periódicos anarquistas, que habían apoyado el movimiento de masas en la Revolución de Octubre. Esta situación y el fin de la guerra, lo acercaron a los anarquistas rusos, con quienes recompuso sus buenas relaciones, teniendo tratos con Grigori Maksímov, Volin y Alexander Shapiro.

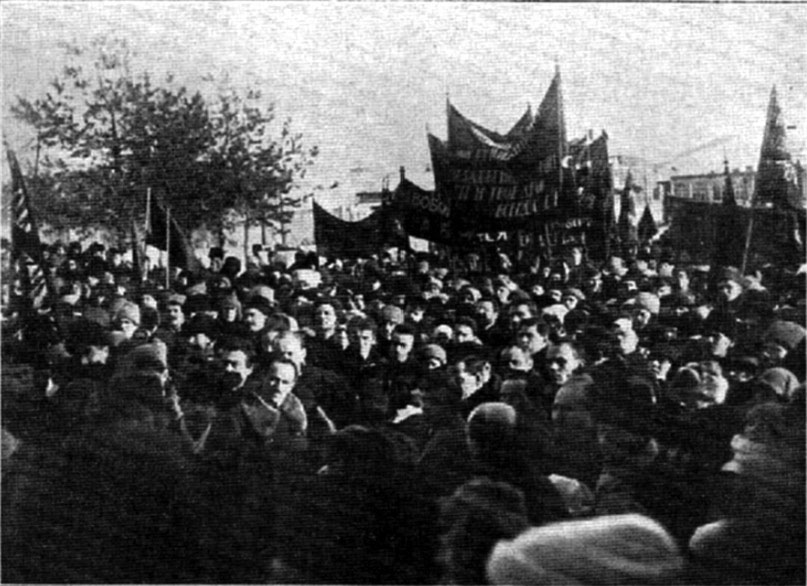
Multitud acompañando al féretro de Kropotkin

En la primavera de 1918 Kropotkin recibió la visita de Néstor Majnó, líder campesino de los anarquistas de Ucrania. En Dmítrov se encargó de reorganizar el museo local, y se abocó a terminar su Ética (que finalmente quedará inconclusa), que debía interrumpir por períodos su trabajo a causa de problemas de salud. Kropotkin, a pesar de su enfrentamiento con los bolcheviques, rechazaba aún más el intervencionismo de los Aliados occidentales en los asuntos rusos. A principios de mayo de 1919 se entrevistó con Lenin en Moscú, haciendo Kropotkin una defensa de las cooperativas que los bolcheviques atacaban, y criticando los métodos coercitivos y la burocracia de los bolcheviques, aunque el tono general de la entrevista fue cordial. Más adelante le escribiría a Lenin en 3 oportunidades, pero sus peticiones y críticas nunca fueron atendidas.
Los métodos bolcheviques hicieron que Kropotkin endureciese su visión crítica. Esta actitud ha sido testimoniada por los visitantes Alexander Berkman, Emma Goldman, Alexander Shapiro, Ángel Pestaña y Agustín Souchy Bauer y por las cartas que escribió Kropotkin a Georg Brandes y a Alexander Atabekian. Escribió en junio de 1920 una "Carta a los obreros del mundo occidental" donde expuso sus concepciones anarquistas y sus críticas a la Revolución lúcidamente. En 1920 escribió una dura carta a Lenin reprochándole la práctica de amenazar con asesinar a los prisioneros de guerra para protegerse de sus adversarios.

Ha aparecido la noticia, en los diarios Izvestia y Pravda que da a conocer la decisión del gobierno soviético de tomar como rehenes a algunos miembros de los grupos de Sávinkov y Cherkov del partido socialdemócrata, del centro táctico nacionalista de los guardias blancos, y a oficiales de Wrangel, para que, en caso de que sea cometido un intento de asesinato contra 108 líderes de los soviets, sean "exterminados sin piedad" tales rehenes. ¿Es que realmente no hay nadie cerca de usted que recuerde a sus camaradas y les persuada de que tales medidas representan un retorno al peor periodo de la Edad Media y de las guerras religiosas, y es totalmente decepcionante de gente que se ha echado a cuestas la creación de la sociedad en consonancia con los principios comunistas? Cualquier persona que ame el futuro del comunismo no puede lanzarse a lograrlo con tales medidas... ...Pienso que deben tomar en cuenta que el futuro del comunismo es más precioso que sus propias vidas. Y me alegraría que con sus reflexiones renuncien a este tipo de medidas. Con todo y estas muy serias deficiencias, la revolución de Octubre ha traído un enorme progreso. Ha demostrado que la revolución social no es imposible, cosa que la gente de Europa Occidental ya habla empezado a pensar. y que, a pesar de sus defectos está trayendo algún progreso en dirección a la igualdad. Por qué entonces golpear a la revolución empujándola a un camino que la lleva a su destrucción, sobre todo por defectos que no son inherentes al socialismo o al comunismo, sino que representa la sobrevivencia del viejo orden y de los antiguos efectos destructivos de la omnívora autoridad ilimitada?
P. Kropotkin

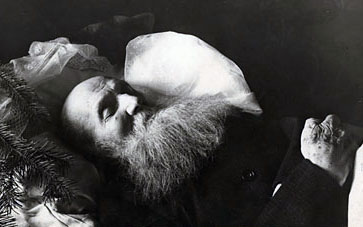
Kropotkin en su lecho de muerte.

Kropotkin volvió a entrevistarse con Lenin, donde le expuso sus puntos de vista. A partir de noviembre su salud comenzó a deteriorarse, y el 23 de diciembre de 1920 escribió al anarquista neerlandés P. de Reyger su última carta. En enero comenzó a padecer una neumonía, y a pesar de los cuidados médicos, falleció a las 3 de la madrugada del 8 de febrero de 1921, en Dmítrov.

### Multitudinario funeral
El gobierno bolchevique ofreció un funeral oficial pero la familia y amigos anarquistas rechazaron la oferta. Los grupos anarquistas rusos formaron una comisión fúnebre para organizar la ceremonia, entre los que se destacaban Alexander Berkman, Emma Goldman y Sasha Kropotkin. Desde las autoridades locales apenas se permitió la edición de dos folletos en su memoria que debían pasar por la censura previa, por lo que los anarquistas reabrieron una imprenta clausurada por la Cheka y editaron los folletos sin censura previa.

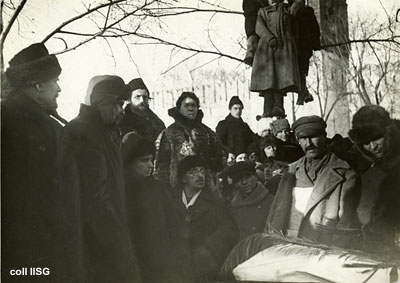
Oradores en el funeral: Goldman, Baron, Maksímov y Berkman

Mientras tanto, cientos de obreros, estudiantes, campesinos, funcionarios y soldados pasaban por la pequeña vivienda a despedirse del viejo revolucionario. Las escuelas permanecieron cerradas en señal de duelo y los niños arrojaban ramas de pino al paso de la comitiva que transportaba el cuerpo de Kropotkin. El ataúd fue llevado a la estación del ferrocarril, y de allí en tren a Moscú. Una multitud recibió el féretro y lo acompañó hasta el Palacio del Trabajo. Los anarquistas presionaron al gobierno para que se liberase provisionalmente a los anarquistas detenidos y se les permitiese acudir a la celebración. Kámenev les prometió liberar a los detenidos a cambio de que los anarquistas no convirtiesen el ceremonial en una manifestación de repudio al gobierno. En mitad del acto llegaron solo siete de los anarquistas detenidos, entre los cuales se encontraban Aarón Baron y Grigori Maksímov.
La multitud de unas 100,000 personas acompañó al féretro los 8 kilómetros que distaban hasta el Cementerio Novodévichi. Los seguía una orquesta que ejecutaba la Sinfonía Patética de Chaikovski. Cientos de banderas de partidos políticos, sociedades científicas, sindicatos y organizaciones estudiantiles ondeaban entre los concurrentes. También flameaban las banderas negras de los anarquistas. En el Museo Tolstói también ondeaba la bandera negra, y al pasar los manifestantes por la Prisión de Butyrka, los presos políticos extendían los brazos por las ventanillas enrejadas para saludar. Una vez en el cementerio, los oradores fueron pronunciando sus homenajes; el último en hablar fue Aarón Barón, uno de los anarquistas presos liberados provisionalmente, que audazmente protestó contra el gobierno bolchevique, las cárceles y las torturas contra los revolucionarios opositores. El entierro de Kropotkin fue la última manifestación masiva del anarquismo ruso durante el gobierno bolchevique.

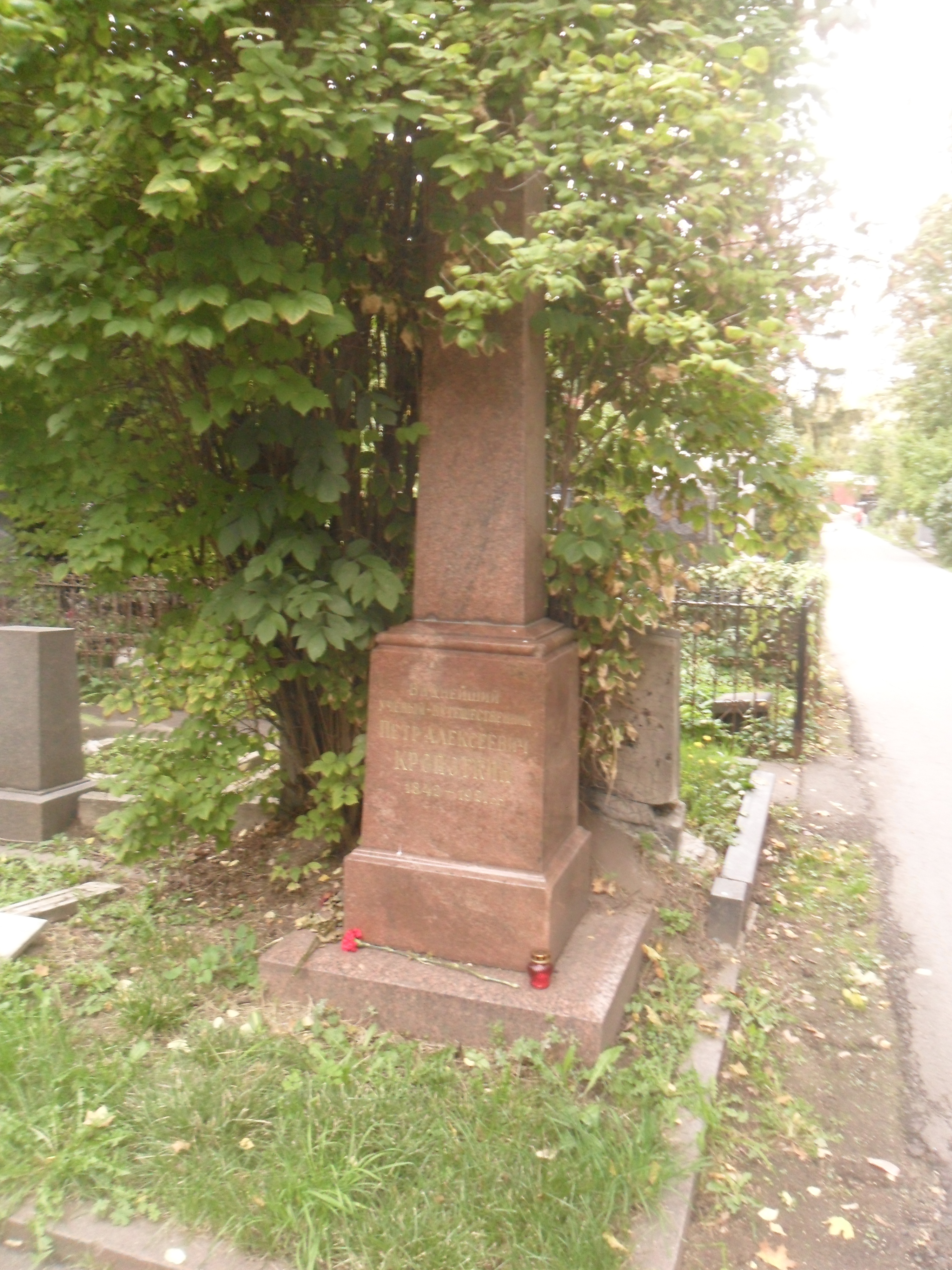
Su tumba.

## Pensamiento

### Político

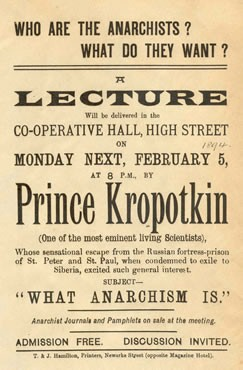
Conferencia de Kropotkin en Inglaterra

Hasta el momento, en las bases del anarquismo encontrábamos la colectivización de los medios de producción, gestionados éstos por sociedades obreras. También encontramos un salario según lo realizado por cada uno y la desaparición del Estado y del gobierno. Ideas llegadas gracias a las aportaciones de Proudhon, Guillaume, Bakunin, entre otros.
Aun así, el comunismo libertario de Kropotkin, no estuvo exento de algunas divergencias frente a las tesis proudhonianas y bakunistas. Kropotkin basaba su pensamiento en torno a tres ejes:
1. ¿Cómo organizar la producción y el consumo en una sociedad libre?: Mediante la colectivización de los medios de producción y los bienes obtenidos, junto con una racionalización de la economía y la creación de la comuna autosuficiente (la comuna suprime las diferencias campo-ciudad, crea una descentralización industrial y también suprime la división del trabajo). Además, por el contrario del capitalismo, no rige el principio de máximo beneficio individual, puesto que rige un principio más justo e igualitario: "a cada cual según sus capacidades, a cada cual según sus necesidades".[54] Sustentado todo en el apoyo mutuo.
2. Apoyo mutuo: En el apoyo mutuo reside una interpretación más amplia en contraste del evolucionismo darwiniano: Kropotkin demuestra que la cooperación y la ayuda recíproca son prácticas comunes y esenciales en la naturaleza humana. Si se renuncia a la solidaridad por la codicia, se cae en la jerarquización social y el despotismo.
3. Concepción moral y ética: Solo una moral basada en la libertad, solidaridad y justicia. En todo caso, la ciencia ha de ser la guía de los fundamentos éticos y no de principios sobrenaturales. La investigación de las estructuras sociales, debe producir el conocimiento de las necesidades humanas, base para el desarrollo de una sociedad libre.

### Naturalista
En su faceta de naturalista, planteó la importancia de la cooperación como factor clave en la evolución paralelo a la competencia. Su trabajo más famoso, La ayuda mutua, escrito a partir de sus experiencias en las expediciones científicas durante su estancia en Siberia, critica las ideas de Thomas Henry Huxley y Herbert Spencer (padre del darwinismo social) que basaban la selección natural en la lucha entre individuos.
En un principio, los procesos en los cuales las especies basaban sus interacciones intraespecíficas e interespecíficas se habían relacionado principalmente con dos conceptos importantes: «lucha por la existencia» y «altruismo». Ambos términos fueron trascendentales en la concepción darwinista de la evolución. Sin embargo, el primero de ellos fue para muchos el que aportaba más elementos para explicar la evolución de las especies. Kropotkin para refutar la lucha por la vida como eje central en la evolución, realiza una serie de estudios en Siberia de 1862 a 1867 y observa que las especies en esa parte de Asia septentrional, lejos de ostentar una lucha encarnizada por sobrevivir, mostraban una conducta altruista que él definiría como «apoyo mutuo». De tal forma, el altruismo entre las especies fue para él lo que proporcionará a las mismas el éxito en la lucha por la existencia.
Sus obras fueron escritas tanto en inglés como en francés en principio popularizándose en otros idiomas como el español, actualmente existen ejemplares en múltiples idiomas.

## Obra
| Año  | Título original                                                           | Título en castellano                                                                                        | Editor/ciudad                                                                                         |
| ---- | ------------------------------------------------------------------------- | --- | --- |
| 1873 | Dolzhnyi-li my zaniat'sia rassmotreniem ideala budushchego stroia?        | ¿Debemos encargarnos de examinar el ideal de un sistema futuro?                                             | Reproducido en Byloe, no. 17 (1921)                                                                   |
| 1873 | Pugachev ili bunt 1773 goda                                               | | Ginebra                                                                                               |
| 1876 | A propos de la question d'Orient                                          | A propósito de la cuestión de Oriente                                                                       | Bulletin de la Fédération Jurassienne de l'Association Internationale des Travailleurs. Ginebra       |
| 1876 | Research on the Ice age                                                   | Investigación sobre la era glacial                                                                          | Notices of the Imperial Russian Geographical Society                                                  |
| 1877 | Nouvelles de l'extérieur: Russie                                          | Noticias del exterior: Rusia                                                                                | Bulletin de la Fédération Jurassienne. Ginebra                                                        |
| 1877 | Les Trades Unions                                                         | Los sindicatos                                                                                              | Bulletin de la Fédération Jurassienne. Ginebra                                                        |
| 1877 | Affaires d'Amérique                                                       | Asuntos de América                                                                                          | Bulletin de la Fédération Jurassienne. Ginebra                                                        |
| 1877 | Bulletin international                                                    | Boletín internacional                                                                                       | L'Avant-Garde                                                                                         |
| 1877 | Le Vorwärts et le peuple russe                                            | El Adelante y el pueblo ruso                                                                                | Bulletin de la Fédération Jurassienne. Ginebra                                                        |
| 1879 | Idée anarchiste au point de vue de sa réalisation pratique                | La idea anarquista desde el punto de vista de su realización práctica                                       | Le Révolté. Ginebra                                                                                   |
| 1879 | Le Procès de Solovieff                                                    | El proceso de Solovieff                                                                                     | Ginebra                                                                                               |
| 1879 | La Situation                                                              | La situación                                                                                                | Le Révolté. Ginebra                                                                                   |
| 1879 | La Décomposition des États                                                | La descomposición de los Estados                                                                            | Le Révolté. Ginebra                                                                                   |
| 1880 | La Commune de Paris                                                       | La Comuna de París                                                                                          | Le Révolté. Ginebra                                                                                   |
| 1880 | L'Année 1879                                                              | El año 1879                                                                                                 | Le Révolté. Ginebra                                                                                   |
| 1880 | Le Gouvernement représentatif                                             | El gobierno representativo                                                                                  | Le Révolté. Ginebra                                                                                   |
| 1880 | Les Pendaisons en Russie                                                  | Las ejecuciones en Rusia                                                                                    | Le Révolté. Ginebra                                                                                   |
| 1880 | La Commune                                                                | La Comuna                                                                                                   | Le Révolté. Ginebra                                                                                   |
| 1880 | Aux Jeunes Gens                                                           | A los jóvenes                                                                                               | Le Révolté. Ginebra                                                                                   |
| 1880 | La Question agraire                                                       | La cuestión agraria                                                                                         | Le Révolté. Ginebra                                                                                   |
| 1880 | Les Élections                                                             | Las elecciones                                                                                              | Le Révolté. Ginebra                                                                                   |
| 1881 | L'Année 1880                                                              | El año 1880                                                                                                 | Le Révolté. Ginebra                                                                                   |
| 1881 | Les Ennemis du peuple                                                     | Los enemigos del pueblo                                                                                     | Le Révolté. Ginebra                                                                                   |
| 1881 | La Commune de Paris                                                       | La comuna de París                                                                                          | Le Révolté. Ginebra                                                                                   |
| 1881 | La Situation en Russie                                                    | La situación en Rusia                                                                                       | Le Révolté. Ginebra                                                                                   |
| 1881 | La Vérité sur les exécutions en Russie                                    | La verdad sobre las ejecuciones en Rusia                                                                    | Le Révolté. Ginebra                                                                                   |
| 1881 | L'Espirit de Révolté                                                      | El espíritu de rebelión                                                                                     | Le Révolté. Ginebra (Ed. cast: Folletos Revolucionarios, R. N. Baldwin, comp.)                        |
| 1881 | Tous socialistes                                                          | Todos socialistas                                                                                           | Le Révolté. Ginebra                                                                                   |
| 1881 | L'Ordre                                                                   | El orden | Le Révolté. Ginebra                                                                                   |
| 1881 | Les Minorités révolutionnaires                                            | Las minorías revolucionarias                                                                                | Le Révolté. Ginebra                                                                                   |
| 1881 | L'Organisation ouvrière                                                   | La organización obrera                                                                                      | Le Révolté. Ginebra                                                                                   |
| 1882 | The Russian Revolutionary Party                                           | El partido revolucionario ruso                                                                              | The Newcastle Chronicle/Fortnightly Review                                                            |
| 1882 | L'Expropriation                                                           | La expropiación                                                                                             | Le Révolté. Ginebra                                                                                   |
| 1882 | La Guerre.                                                                | La guerra                                                                                                   | Le Révolté. Ginebra                                                                                   |
| 1882 | Les Droits politiques                                                     | Los derechos políticos                                                                                      | Le Révolté. Ginebra                                                                                   |
| 1882 | Théorie et pratique                                                       | Teoría y práctica                                                                                           | Le Révolté. Ginebra                                                                                   |
| 1882 | L'Anniversaire du 18 mars                                                 | El aniversario del 18 de marzo                                                                              | Le Révolté. Ginebra                                                                                   |
| 1882 | La Loi de l'autorité                                                      | La ley de la autoridad                                                                                      | Le Révolté. Ginebra                                                                                   |
| 1882 | Le Gouvernement pendant la révolution                                     | El gobierno durante la revolución                                                                           | Le Révolté. Ginebra                                                                                   |
| 1882 | Les Préludes de la révolution                                             | Los preludios de la revolución                                                                              | Le Révolté. Ginebra                                                                                   |
| 1882 | La Situation en France                                                    | La situación en Francia                                                                                     | Le Révolté. Ginebra                                                                                   |
| 1883 | Russian Prisons                                                           | Las prisiones rusas                                                                                         | The Nineteenth Century. Londres                                                                       |
| 1883 | The Fortress Prison of St Petersburg                                      | La prisión fortaleza de San Petersburgo                                                                     | The Nineteenth Century. Londres                                                                       |
| 1883 | Outcast Russia                                                            | Rusia marginal                                                                                              | The Nineteenth Century. Londres                                                                       |
| 1884 | Exile in Siberia                                                          | Exilio en Siberia                                                                                           | The Nineteenth Century. Londres                                                                       |
| 1885 | Finland: a Rising Nationality                                             | Finlandia: una nacionalidad naciente                                                                        | The Nineteenth Century. Londres                                                                       |
| 1885 | Paroles d'un Révolté.                                                     | Palabras de un rebelde                                                                                      | ed. Elisée Reclus. París; Flammarion. Montreal; Black Rose Books. New York (1992)                     |
| 1885 | What Geography Ought to Be                                                | Lo que debe ser la geografía.                                                                               | The Nineteenth Century. Londres                                                                       |
| 1886 | The Place of Anarchism in Socialistic Evolution.                          | El lugar del anarquismo en la evolución socialista                                                          | Le Révolté. Ginebra                                                                                   |
| 1886 | L'Expropriation                                                           | La expropiación                                                                                             | Le Révolté. Ginebra                                                                                   |
| 1886 | Anarchy in Socialist Evolution                                            | La anarquía en la evolución socialista                                                                      | Le Révolté. Ginebra                                                                                   |
| 1886 | Comment on s'enrichit                                                     | Como se han enriquecido                                                                                     | Le Révolté. Ginebra                                                                                   |
| 1886 | La Pratique de l'expropriation                                            | La práctica de la expropiación                                                                              | Le Révolté. Ginebra                                                                                   |
| 1886 | La Guerre sociale                                                         | La guerra social                                                                                            | Le Révolté. Ginebra                                                                                   |
| 1886 | Les Ateliers nationaux                                                    | Los talleres nacionales                                                                                     | Le Révolté. Ginebra                                                                                   |
| 1887 | In Russian and French Prisons                                             | Las prisiones                                                                                               | Ward and Downey. Londres                                                                              |
| 1887 | The Coming Anarchy                                                        | La anarquía por venir                                                                                       | The Nineteenth Century. Londres                                                                       |
| 1887 | The Scientific Basis of Anarchy                                           | Las bases científicas de la anarquía                                                                        | The Nineteenth Century. Londres                                                                       |
| 1888 | The Industrial Village of the Future                                      | La ciudad industrial del futuro                                                                             | The Nineteenth Century. Londres                                                                       |
| 1888 | Le Salariat                                                               | El asalariado                                                                                               | La Révolte. París                                                                                     |
| 1889 | Le centenaire de la révolution                                            | El centenario de la revolución                                                                              | La Révolte. París                                                                                     |
| 1889 | Ce que c'est qu'une grève                                                 | Qué es una huelga.                                                                                          | La Révolte. París                                                                                     |
| 1890 | Brain Work and Manual Work                                                | Trabajo intelectual y trabajo manual                                                                        | The Nineteenth Century. Londres                                                                       |
| 1890 | La morale anarchiste au point de vue de sa réalisation pratique           | La moral anarquista del punto de vista de su realización práctica                                           | La Révolte. París                                                                                     |
| 1890 | Le Mouvement ouvrier en Angleterre                                        | El movimiento obrero en Inglaterra                                                                          | La Révolte. París                                                                                     |
| 1890 | Le Premier Mai                                                            | El primero de mayo                                                                                          | La Révolte. París                                                                                     |
| 1891 | La Morale anarchiste                                                      | La moral anarquista                                                                                         | Folleto. París                                                                                        |
| 1891 | Anarchist-Communism: Its Basis and Principles                             | El comunismo anarquista: su base y sus principios                                                           | Folleto. Londres (Ed. cast: Folletos Revolucionarios, R. N. Baldwin, comp.)                           |
| 1891 | Les Grèves anglaises                                                      | Las huelgas inglesas                                                                                        | La Révolte. París                                                                                     |
| 1891 | L'Entente                                                                 | La Entente                                                                                                  | La Révolte. París                                                                                     |
| 1891 | Étude sur la Révolution                                                   | Estudio sobre la revolución                                                                                 | La Révolte. París                                                                                     |
| 1891 | Message to delegates at the meeting of British and French Trade Unionists | Mensaje a los delegados en el encuentro de sindicalistas británicos y franceses                             | Freedom. Londres                                                                                      |
| 1891 | La Mort de la nouvelle Internationale                                     | La muerte de la nueva Internacional                                                                         | La Révolte. París                                                                                     |
| 1892 | La Conquête du Pain                                                       | La conquista del pan                                                                                        | París                                                                                                 |
| 1892 | Affaire de Chambles                                                       | El asunto de Chambles                                                                                       | La Révolte. París                                                                                     |
| 1892 | Le Terrorisme                                                             | El terrorismo                                                                                               | La Révolte. París                                                                                     |
| 1892 | Explication                                                               | Explicación                                                                                                 | La Révolte. París                                                                                     |
| 1892 | The Spirit of Revolt                                                      | El espíritu de rebelión                                                                                     | Commonweal                                                                                            |
| 1893 | On the Teaching of Physiography                                           | Acerca de la enseñanza de la fisiografía                                                                    | Geographic Journal, vol. 2, p. 350-359. Londres                                                       |
| 1893 | L'agriculture                                                             | La agricultura                                                                                              | La Révolte. París                                                                                     |
| 1893 | Speech on Anarchism at Grafton Hall                                       | Discurso en Grafton Hill sobre el Anarquismo                                                                | Freedom                                                                                               |
| 1893 | Les Principes dans la révolution                                          | Los principios en la revolución                                                                             | La Révolte. París                                                                                     |
| 1893 | Un Siècle d'attente                                                       | Un siglo de espera                                                                                          | París                                                                                                 |
| 1894 | Les Temps nouveaux                                                        | Los tiempos nuevos                                                                                          | París                                                                                                 |
| 1895 | The Commune of Paris                                                      | La comuna de París                                                                                          | Freedom Pamphlets, no. 2, London: W. Reeves                                                           |
| 1895 | The Present Condition in Russia                                           | Las condiciones actuales en Rusia                                                                           | The Nineteenth Century. V. 38, pp. 519-35. Londres                                                    |
| 1896 | L'anarchie: sa philosophie, son idéal.                                    | El anarquismo: su filosofía y su ideal                                                                      | Libr. Sociale. París (Ed. cast: Folletos Revolucionarios, R. N. Baldwin, comp.)                       |
| 1896 | L'Anarchie dans L'Evolution socialiste                                    | La anarquía en la evolución socialista                                                                      | La Révolte. París                                                                                     |
| 1896 | An Appeal to the Young                                                    | Llamado a los jóvenes                                                                                       | W. Reeves. Londres                                                                                    |
| 1897 | La Grande Grève des Docks (con John Burns)                                | La gran huelga de los muelles                                                                               | Bibliothèque des Temps nouveaux. París                                                                |
| 1897 | L'Etat: son rôle historique                                               | El estado y su rol histórico                                                                                | Les Temps Nouveaux. París (Hay ed. castellana)                                                        |
| 1897 | JSTOR The population of Russia                                            | La población de Rusia                                                                                       | The Geographical Journal, Vol. 10, n.º 2, pp. 196-202. Londres                                        |
| 1898 | JSTOR The old beds of the Amu-Daria                                       | Los antiguos cauces del Amu-Daria                                                                           | The Geographical Journal, Vol. 12, n.º 3, pp. 306-310. Londres                                        |
| 1898 | Anarchist morality                                                        | Moralidad anarquista                                                                                        | Free Society. San Francisco                                                                           |
| 1898 | Some of the Resources of Canada                                           | Algunos de los recursos de Canadá                                                                           | The Nineteenth Century. March, pp. 494-514. Londres                                                   |
| 1899 | Césarisme                                                                 | Cesarismo                                                                                                   | Les Temps Nouveaux. París                                                                             |
| 1899 | Fields, Factories and Workshops                                           | Campos, fábricas y talleres                                                                                 | Hutchinson. Londres                                                                                   |
| 1899 | Memoirs of a Revolutionist                                                | Memorias de un revolucionario                                                                               | Houghton, Mifflin. Nueva York                                                                         |
| 1900 | Communisme et anarchie                                                    | Comunismo y anarquía                                                                                        | Les Temps Nouveaux. París                                                                             |
| 1901 | L'Organisation de la vindicte appellée Justice                            | La organización de la venganza apodada Justicia                                                             | París                                                                                                 |
| 1901 | Modern Science and Anarchism                                              | Ciencia moderna y anarquismo                                                                                | Londres. Ed. en ruso; en inglés en 1903. (Ed. cast: Folletos Revolucionarios, R. N. Baldwin, comp.)   |
| 1901 | The Development of Trade Unionism                                         | El desarrollo del sindicalismo                                                                              | Londres                                                                                               |
| 1902 | Mutual Aid                                                                | El apoyo mutuo                                                                                              | Heinemann. Londres                                                                                    |
| 1902 | Zapiski revolutsionera                                                    | | Londres                                                                                               |
| 1903 | On Spherical Maps and Reliefs: Discussion.                                | Discusión con Mr. Mackinder; Mr. Ravenstein; Dr. Herbertson; Mr. Andrews; Cobden Sanderson y Elisée Reclus. | The Geographical Journal, Vol. 22, n.º 3, pp. 294-299, JSTOR                                          |
| 1904 | The desiccation of Eur-Asia                                               | La desecación de Eurasia                                                                                    | Geographical Journal, 23, 722-741                                                                     |
| 1904 | Baron Toll                                                                | El barón Toll                                                                                               | The Geographical Journal, Vol. 23, n.º 6, pp. 770-772, JSTOR                                          |
| 1904 | The ethical needs of the present day                                      | Las necesidades éticas del presente                                                                         | The Nineteenth Century LVI (330), pp. 207-26. Londres                                                 |
| 1904 | Comment fut fondé Le Révolté                                              | Cómo fue fundado Le Révolté                                                                                 | Les Temps Nouveaux. París                                                                             |
| 1904 | Maxim Gorky                                                               | Máximo Gorki                                                                                                | The Independent, Vol. 57, n.º 2924, pp. 1378-1371. New York; W. S. Benedict.                          |
| 1905 | Ideals and realities in Russian literature                                | Idales y realidades en la literatura rusa                                                                   | Boston: McClure, Philips and Co., 1919; New York: A. A. Knopf, 1915                                   |
| 1905 | The Constitutional Agitation in Russia                                    | La agitación constitucionalista en Rusia                                                                    | The Nineteenth Century. Londres                                                                       |
| 1905 | Bakunin                                                                   | | Jleb I volia                                                                                          |
| 1905 | The Revolution in Russia                                                  | La revolución en Rusia                                                                                      | The Nineteenth Century. Londres                                                                       |
| 1906 | Nashe otnoshenie k kret'ianskim i rabochim soiuzam                        | | Jleb i volia. Londres                                                                                 |
| 1909 | The Terror in Russia                                                      | El terror en Rusia                                                                                          | Methuen. Londres                                                                                      |
| 1909 | The Great French Revolution, 1789-1793                                    | La gran revolución francesa                                                                                 | Londres (Hay ed. castellana. Ed Proyección, Buenos Aires, 1977)                                       |
| 1910 | Anarchism                                                                 | Anarquismo                                                                                                  | The Encyclopaedia Britannica, 11th edition (Ed. cast: Folletos Revolucionarios, R. N. Baldwin, comp.) |
| 1910 | Insurrection et révolution                                                | Insurrección y revolución                                                                                   | Les Temps Nouveaux. París                                                                             |
| 1913 | La Croisade la science de M. Bergson                                      | La cruzada en la ciencia de M. Bergson                                                                      | Les Temps Nouveaux. París                                                                             |
| 1913 | The Coming War                                                            | La guerra próxima                                                                                           | The Nineteenth Century. Londres                                                                       |
| 1914 | L'action anarchiste dans la révolution                                    | La acción anarquista en la revolución                                                                       | París                                                                                                 |
| 1916 | La Nouvelle Internationale                                                | La nueva Internacional                                                                                      | París                                                                                                 |
| 1916 | War!                                                                      | ¡Guerra! | William Reeves. Londres                                                                               |
| s/d  | Law and authority; an anarchist essay                                     | Ley y autoridad; un ensayo anarquista                                                                       | William Reeves. Londres                                                                               |
| 1919 | Direct Action of Environment and Evolution                                | La acción directa del ambiente y la evolución                                                               | The Nineteenth Century, V. 85, pp. 70-89. Londres                                                     |
| 1920 | The Wage System                                                           | El sistema salarial                                                                                         | Freedom Pamphlets                                                                                     |
| 1921 | Ideal v revoliutsii                                                       | Ideal en la revolución                                                                                      | Byloe n°17                                                                                            |
| 1922 | Etika                                                                     | Ética | Petrogrado-Moscú; Golos Truda                                                                         |
| 1923 | Chto delat'?                                                              | ¿Qué hacer?                                                                                                 | Rabochii put'; no. 5. Berlin                                                                          |
| 1924 | Ethics: Origin and Development                                            | Ética: su origen y evolución.                                                                               | George G. Harrap & Co., Ltd. Londres                                                                  |

### Lista de publicaciones
Diversas publicaciones de la época editaron numerosos artículos y cartas de Kropotkin. Entre estas se destacan:
The Times, Nature, Daily Chronicle, The Nineteenth Century, Forthnightly Review, The Atlantic Monthly, La Revue Scientifique, The Geographical Journal, Freedom, Le Révolté, Temps Nouveaux, L'Avant Garde, Commonweal, Jleb i volia, L'Intransigeant, Litski Jleb i volia, Voice of Labour, Newcastle Daily News, Arbeiterfreund, Tierra y Libertad, Bataille Syndicaliste, The Speaker, Le Soir y Ecole Renouvé (Bruselas), La Protesta, Probuzhdenie (Detroit), Golos Truda, Dielo Truda e Independent (Nueva York), Politiken (Copenhague), The Alarm, El Productor (Barcelona), Avant Courier (Oregón), La Revista Blanca (Madrid).